# The Strypes

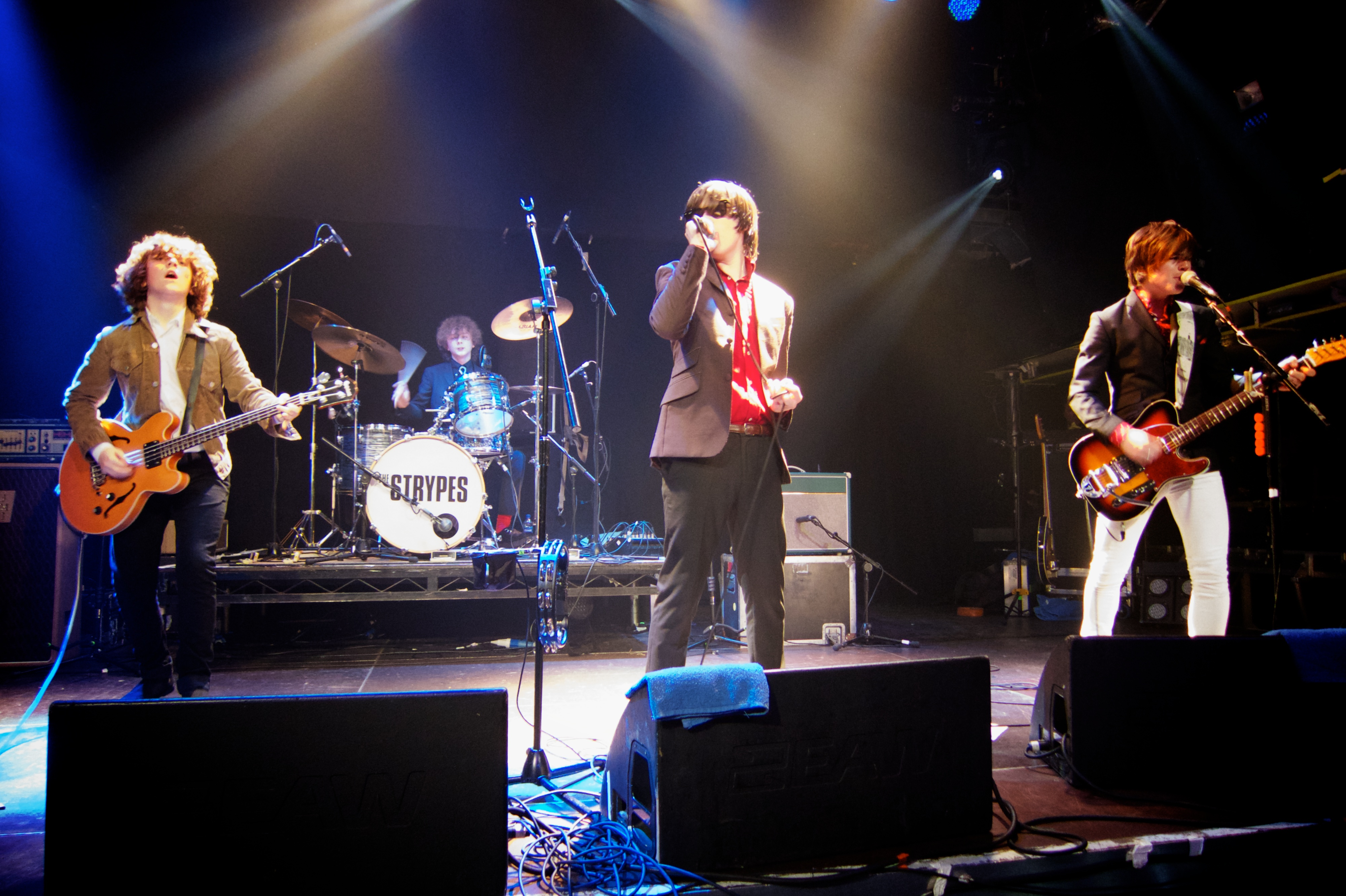
The Strypes in 2013

The Strypes is een vierkoppige Ierse rockband van Cavan. De band is gevormd in 2011 en bestond toen uit Ross Farrely (leadzanger/harmonica), Josh McClorey (leadgitaar/zang), Peter O'Hanlon (basgitaar/harmonica) en Evan Walsh (drums).

## Band en doorbraak
De bandleden zijn geboren in 1995 en 1996. Hun inspiratie vinden ze bij bands als The Rolling Stones, The Yardbirds, Dr. Feelgood en zangers als Bo Diddley en Howlin' Wolf. Hun bekendste nummers zijn Blue Collar Jane en Can't Judge a Book By Its Cover.
Ze zijn begonnen als een lokaal groepje, waarin ze regelmatig van instrumenten wisselden, op zoek naar hun "sound". Na een aantal maanden rond te toeren in Cavan, hun thuisstad, begonnen ze in clubs en pubs over heel Ierland te spelen. Door ook daar verschillende sets uit te proberen, kwamen ze al snel te weten wat geliefd was bij het publiek en zo groeide hun reputatie als live-act.
In 2014 brak de groep door in het alternatieve genre in België en Nederland. Hierdoor traden ze onder andere op Pukkelpop, Rock Werchter en Paaspop op.
Op 14 november 2018 kondigde de band aan zich na 7 jaar (tijdelijk) op te splitsen, met onmiddellijke ingang.